# Oostenburgervoorstraat 1-55
Wiener en Co is een gebouwencomplex aan de Oostenburgervoorstraat 1-55 op de Oostelijke Eilanden in Amsterdam-Centrum.
Hier lagen tot 2013 een viertal fabriekshallen op het voormalige terrein van de firma Wiener & Co Apparatenbouw BV, een machinefabriek aan Oostenburgervoorstraat 1-3. Ze dateerden van 1906 tot en met 1929 met uitbouwen uit de jaren zestig. De bouwfirma Heijmans NV heeft in 2003 via de gemeente Amsterdam geprobeerd deze panden erkend te krijgen als rijksmonument. Het Ministerie van Onderwijs, Cultuur en Wetenschappen zag het cultureel belang niet. De gemeente vond daarop dat de gebouwen wel dermate van belang waren en benoemde ze in 2003 tot gemeentelijk monument. Echter bij de grootscheepse sanering van de wijk vielen de gebouwen toch ten prooi aan de slopershamer. In 2009 werd daartoe een vergunning aangevraagd en deze werd in januari 2010 afgegeven. In 2012 werd er daadwerkelijk gesloopt, waarbij zeker vier weken uitgetrokken moest worden voor de verwijdering van het aanwezig asbest. Na de sloop vond het bureau Monumenten & Archeologie nog een complete scheepshelling van de 17e-eeuwse Stadsschuitenmakerswerf, op dezelfde plaats stond de paalfundering van de Wienerhallen.
Na de sloop verrees hier een appartementencomplex met binnenplaats en ondergrondse parkeergarage naar een ontwerp van de architectenkantoor Arons en Gelauff. Er kwamen woningen en winkel, ingeklemd tussen de Wittenburgervaart (de gebouwen staan daar aan het water) en de Oostenburgervoorstraat. Het complex grenst aan de ene kant aan de Oostenburgergracht (met gemeentelijke en rijksmonumenten) en aan de andere kant aan de nieuw gecreëerde straat Touwbaan. De woningen aan het water hebben het uiterlijk meegekregen van pakhuizen, die aan de straat van de plaatselijke bebouwing. Het complex werd begin 2017 opgeleverd en werd genomineerd voor de Zuiderkerkprijs.
Op steenworp afstand liggen de gemeentelijke monumenten Oostenburgervoorstraat 59-61 en Oostenburgervoorstraat 79, die wel bewaard bleven. 